# リュッツォ爆撃隊
『リュッツォ爆撃隊』（りゅっつぉばくげきたい、Kampfgeschwader Luetzow）は、1941年にドイツで製作された戦争映画、プロパガンダ映画。監督はハンス・ベルトラム。爆撃訓練の厳しさを描いた『第三部隊八十八号機（D III 88）』の続編としてとして制作され、ドイツ爆撃隊の活躍を描く。劇中ではポーランド侵攻が描写されている。

## あらすじ
1939年8月、ミット・ホフ大佐はリュッツォ爆撃隊指揮官として着任した。彼の部下は第一次大戦、スペイン内戦義勇軍の猛者であり、日夜猛訓練で鍛え抜かれた精鋭だった。下士官ツァイスラーの結婚式が挙げられ、隊員たちが祝福する中ポーランドと開戦したと一報が入る。リュッツォ爆撃隊はポーランドの要塞、基地、道路とあらゆる重要施設を粉砕して敵の退路を断ち、進撃を阻止する。敵地に不時着した下士官エッカルトの機を捜索し、更にポーランド軍に弾圧されていたドイツ避難民を助け出す。目覚ましい活躍によってポーランドは敗北するが、新たな敵としてイギリスが参戦する。リュッツォ爆撃隊は海を渡りイギリス護送船団を爆撃するが、パウルゼン機の前に敵戦闘機が襲い掛かる。

## 登場兵器

### ドイツ側
爆撃機
- ハインケル He111 　※主役扱いで登場
- ユンカース Ju 87 シュトゥーカ

戦車・装甲車
- III号戦車
- Sd Kfz 231 (6-Rad)

### ポーランド側
戦車
- 7TP

### イギリス側
- P-36

## キャスト
- クリスチャン・カイスラー（ドイツ語版）：ミット・ホフ大佐
- ヘルマン・ブラウン（ドイツ語版）：ロベルト・エッカルト
- ハインツ・ウェルツェル（ドイツ語版）：フリッツ・パウルゼン
- ハネス・クップラー（ドイツ語版）：グゲモス
- マリーテレーズ・アンゲッツナー（ドイツ語版）：グレエテ・クーハート
- カルスタ・レック（ドイツ語版）：リナ・ツァイスラー
- アドルフ・フィッシャー（ドイツ語版）：ツァイスラー
- ホルスト・ビル（ドイツ語版）：ハージンゲル
- ヘルムート・Z・ホーフェ：ヘルウェグ
- ピーター・ヴォス（ドイツ語版）：ハーゲン少佐
- エルンスト・ステルム（ドイツ語版）：レエワルド先生
- クルト・キンネ：ケルナー中尉
- ハンス・ベルグマン：リヒャルズ
- ホルスト・ロジウス：クリストフ